# پارک ملی چاپادا دوس وایدیروس
پارک ملی چاپادا دوس وایدیروس (به پرتغالی: Parque Nacional da Chapada dos Veadeiros) یک پارک ملی در برزیل است که در گوییاس واقع شده‌است.